# 拉馬爾鎮區 (阿肯色州耶爾縣)
拉馬爾鎮區（英語：Lamar Township）是位於美國阿肯色州耶爾縣的一個行政鎮區。

## 地方資料
拉馬爾鎮區的面積為212.47平方千米，當中陸地面積為203.83平方千米，而水域面積為8.64平方千米。根據2010年美國人口普查的數據，當地共有人口1087人，而人口密度為每平方千米5.12人。